# Saint-Cirgues-de-Prades
Saint-Cirgues-de-Prades è un comune francese di 131 abitanti situato nel dipartimento dell'Ardèche della regione dell'Alvernia-Rodano-Alpi.

## Società

### Evoluzione demografica
Abitanti censiti